# Fletxa flamenca
La Fletxa flamenca (en neerlandès Vlaamse Pijl) és una cursa ciclista belga. Creada el 1968, forma part de l'UCI Europa Tour des del 2005, amb una categoria 1.2. La sortida i l'arribada de la cursa es troba a Harelbeke i el recorregut passa per nombroses cotes de les Ardenes flamenques que també són pujades al Tour de Flandes, com ara els pujols del Kluisberg, Oude Kwaremont, el Paterberg, el Kruisberg, el Knokteberg o el Tiegemberg.
A partir del 2013, es transforma en la primera etapa dels Tres dies de Flandes Occidental.

## Palmarès
| Any  | Vencedor                                         | Segon                 | Tercer               |
| ---- | ------------------------------------------------ | --------------------- | -------------------- |
| 1968 | Julien Vermote                                   | Cees Priem            | Roland Decouter      |
| 1969 | Erik Vermeeren                                   | Julien Vermote        | Luc Demets           |
| 1970 | Julien Vermote                                   | Hervé Vermeeren       | Luc d'Hondt          |
| 1971 | José Vanackere                                   | Debrouwere            | W. Jonckheer         |
| 1972 | Luc Demets                                       | Rob Kroep             | Lieven Malfait       |
| 1973 | Wim de Waal                                      | Johnny Verbeke        | Gerrie Knetemann     |
| 1974 | Daniel d'Hooghe                                  | Luc Demets            | Luc de Schrooder     |
| 1975 | Emiel Vergote                                    | Peter Gödde           | Toine van de Bunder  |
| 1976 | Peter Gödde                                      | Luc de Keyser         | Filip Schotte        |
| 1977 | Johnny Denul                                     | Rudy Bruneel          | Eddy Furnière        |
| 1978 | Eddy Planckaert                                  | Walter Schoonjans     | Patrick Devos        |
| 1979 | Eddy Planckaert                                  | Patrick Versluys      | Dirk Demol           |
| 1980 | Mario van Vlimmeren                              | Patrick Versluys      | Dirk Demol           |
| 1981 | René De Brucker                                  | Paul Haghedooren      | Rudy de Clerck       |
| 1982 | Rudy de Clerck                                   | Henk Havik            | Rudy Roels           |
| 1983 | Luc Meersman                                     | Danny Lippens         | Ghislain Prinsier    |
| 1984 | Ronny Westelinck                                 | Jack van der Horst    | Peter Hoondert       |
| 1985 | Patrick Hendrickx                                | Luc van de Vel        | Stephan van Leeuwe   |
| 1986 | Guy Rooms                                        | Luc Caluwaerts        | Filip van Walle      |
| 1987 | Adrie Kools                                      | Patrick Tolhoek       | Franky Verhoye       |
| 1988 | Patrick Hendrickx                                | Peter Naessens        | Pierre van Est       |
| 1989 | Eric de Clercq                                   | Serge Baguet          | Jacques Bostoen      |
| 1990 | Hans de Clercq                                   | Peter Farazijn        | Serge Baguet         |
| 1991 | Pascal de Smul                                   | Chris Peers           | Hans de Clercq       |
| 1992 | Gino Bos                                         | Marcel Gerritsen      | Wim Feys             |
| 1993 | Andy de Smet                                     | Carlos van Eeckhoutte | Kurt van Lancker     |
| 1994 | Giovanni Cornette                                | Stefaan Vermeersch    | Cedric van Lommel    |
| 1995 | Patrick Roelandt                                 | Patrick Chevalier     | Wilfried Geijs       |
| 1996 | Fabien de Waele                                  | Davy Dubbeldam        | Danny van Looy       |
| 1997 | Karsten Kroon                                    | Kristof Trouvé        | Johan Bruinsma       |
| 1998 | Geoffrey Demeyere                                | Stijn Devolder        | Jurgen Guns          |
| 1999 | Luc de Duytsche                                  | Geoffrey Demeyere     | Steven Tack          |
| 2000 | Tim Meeusen                                      | Christophe Waelkens   | Nico Indekeu         |
| 2001 | Stijn Devolder                                   | Stefaan Vermeersch    | Roy Sentjens         |
| 2002 | Bart Dockx                                       | Wouter Demeulemeester | Steven Caethoven     |
| 2003 | Jurgen Vermeersch                                | Hans de Meester       | Thomas Dekker        |
| 2004 | Jurgen Vermeersch                                | Koen Das              | Pieter Duyck         |
| 2005 | Suspesa per les males condicions meteorològiques |                       |                      |
| 2006 | Evert Verbist                                    | Jean-Claude Lebeau    | Kevin Neirynck       |
| 2007 | Jelle Vanendert                                  | Tom Stubbe            | Olegs Melehs         |
| 2008 | Bram Schmitz                                     | Dennis van Winden     | Pieter Vanspeybrouck |
| 2009 | Jan Ghyselinck                                   | Bram Schmitz          | Bert Scheirlinckx    |
| 2010 | Clinton Avery                                    | Jens Debusschere      | Baptiste Planckaert  |
| 2011 | Frédéric Amorison                                | Pieter Serry          | Sean De Bie          |
| 2012 | Frédéric Amorison                                | Steven Caethoven      | Boris Dron           |